# Дальполиметалл
«Дальполиметалл» — підприємство з видобутку, збагаченню та металургійній переробці свинцево-цинкових та олов'яних руд у Приморському краї Росії.

## Історія
«Дальполіметал» є найстарійшиною компанією гірничорудної промисловості російського Примор'я. 1897 року експедиція С. В. Масленикова відкрила тут срібно-свинцеве родовище. 1907 року почалася розробка родовища Верхнього і вивезення руди для продажу за кордон. 1909 року було створене Акціонерне гірничопромислове товариство; була побудована дерев'яна будівля збагачувальної фабрики продуктивністю 8 тон руди на годину. До 1916 року інтенсивно розроблялися відкритим способом цинкові галмейні руди, зосереджені на верхніх горизонтах родовища. Видобуток сульфідних руд, початий 1909 року, досяг помітних розмірів лише незадовго до Першої світової війни. 1923 року радянський уряд оголосив про здачу в концесію Дальнегорських рудників.
У 1924 р. був підписаний договір з англійською гірничопромисловою корпорацією терміном на 36 років з правом викупу через 25 років. Через 2,5 роки прийому підприємства вона повинна була приступити до спорудження свинцево-плавильного заводу, а також підприємства по виробництву сірчаної кислоти. Свинцево-плавильний завод був побудований і введений в експлуатацію в 1930 р. У 1932 концесійний договір розірвано і утворено радянське підприємство Державного поліметалічного комбінату. Пізніше він був перейменований в Сіхоте-Алінський державний поліметалічний комбінат «Сіхалі». 1934 року відкрите Партизанське родовище. У подальші роки був відкритий цілий ряд родовищ, експлуатація яких дозволила підприємству значно збільшити випуск свинцевих і цинкових концентратів, рафінованого свинцю. У період німецько-радянської війни комбінат значно поліпшив свою роботу, забезпечуючи народне господарство стратегічною сировиною. За роки війни продуктивність труда на підприємстві зросла більш ніж на 30%, а обсяг випуску металів на 15%. У післявоєнні роки почалося технічне переозброєння комбінату. Була налагоджена виплавка рафінованого свинцю, бісмуту, срібла. У результаті комбінат перетворився в найбільше підприємство країни по видобутку і переробці поліметалів.

## Характеристика
До складу ВАТ «Дальполіметал» входить чотири рудники, що розробляють Миколаївське, Партизанське, Верхнє, Південне родовища, збагачувальна фабрика, транспортний цех, геологорозвідувальна експедиція і допоміжні виробництва. Крім того проводяться геологорозвідувальні роботи на Майміновському срібно-поліметалічному родовищі, експлуатація якого дозволить наростити виробничу потужність і збільшити випуск товарної продукції в найближчі роки. Підприємство забезпечене мінерально-сировинними ресурсами на період в 25 років. У районі діяльності підприємства є ряд перспективних рудних полів. У 1999 р. загальний видобуток товарної руди становив 775,5 тис. т, свинцю — 13872 т, цинку — 25812 т. Глибина розробки 200…500 м.

## Технологія розробки
На початку XXI ст. підприємство випускає свинцеві і цинкові концентрати для металургійних заводів країн азіатсько-тихоокеанського регіону. Частина свинцевих концентратів переробляється на свинцевому заводі в п. Рудная Прістань. До 1999 р. він входив до складу ВАТ «Дальполіметал». З 1 січня 1999 р. завод перетворений в самостійне підприємство ЗАТ «Свинцевий завод Дальполіметал», засновниками якого є ВАТ «Дальполіметалл» і компанія «Далекосхідна мануфактура». За час роботи підприємство безперервно реконструювалося, впроваджувалися нові технології по рафінуванню свинця, випуску нових видів продукції.